# Ogulnius obscurus
Espèce
Ogulnius obscurus est une espèce d'araignées aranéomorphes de la famille des Theridiosomatidae.

## Distribution
Cette espèce se rencontre au Pérou et au Brésil.

## Description
La femelle décrite par Archer en 1953 mesure 1,1 mm.

## Publication originale
- Keyserling, 1886 : Die Spinnen Amerikas. Theridiidae. Nürnberg, vol. 2, p. 1-295 (texte intégral).